# Kunming Open 2019
Il Kunming Open 2019 è stato un torneo di tennis femminile giocato sui campi in terra rossa all'aperto. È stata la 2ª edizione del torneo, che fa parte del WTA Challenger Tour 2019. Il torneo si è giocato al Anning Hot Springs Tennis Center di Anning in Cina dal 22 al 28 aprile 2019.

## Partecipanti

### Teste di serie
| Nazionalità | Giocatrice        | Ranking* | Testa di serie |
| ----------- | ----------------- | -------- | -------------- |
| Cina        | Zhang Shuai       | 42       | 1              |
| Cina        | Zheng Saisai      | 43       | 2              |
| Australia   | Samantha Stosur   | 77       | 3              |
| Cina        | Zhu Lin           | 94       | 4              |
| Cina        | Peng Shuai        | 120      | 5              |
| Russia      | Irina Khromacheva | 137      | 6              |
| Stati Uniti | Danielle Lao      | 155      | 7              |
| Uzbekistan  | Sabina Sharipova  | 156      | 8              |

* Ranking al 15 aprile 2019.

### Altre partecipanti
Le seguenti giocatrici hanno ricevuto una wildcard per il tabellone principale:
- Duan Yingying
- Ma Shuyue
- Peng Shuai
- Yang Zhaoxuan
- Zhang Shuai
- Zheng Saisai

La seguente giocatrice è entrata in tabellone col ranking protetto:
- Gao Xinyu

Le seguenti giocatrici sono passate dalle qualificazioni:
- Miharu Imanishi
- Kaylah McPhee
- Chihiro Muramatsu
- Peangtarn Plipuech

La seguente giocatrice è entrata in tabellone come lucky loser:
- Miyabi Inoue

## Punti e montepremi
| Torneo              | Torneo              | V      | F      | SF    | QF    | 2T    | 1T    | Q | Q2  | Q1  |
| Singolare femminile | Punti               | 160    | 95     | 57    | 29    | 15    | 1     | 6 | 4   | 1   |
| Singolare femminile | Premi in denaro ($) | 20,000 | 11,000 | 6,000 | 4,000 | 2,000 | 1,050 | 0 | 600 | 400 |
| Doppio femminile    | Punti               | 160    | 95     | 57    | 29    | -     | 1     | – | –   | –   |
| Doppio femminile    | Premi in denaro ($) | 5,500  | 2,700  | 1,400 | 750   | –     | 450   | – | –   | –   |

## Campionesse

### Singolare
Zheng Saisai ha conquistato il titolo battendo in finale  Zhang Shuai col punteggio di 6–4, 6–1.

### Doppio
Peng Shuai /  Yang Zhaoxuan hanno sconfitto in finale  Duan Yingying /  Han Xinyun col punteggio di 7–5, 6–2.